# Guelma

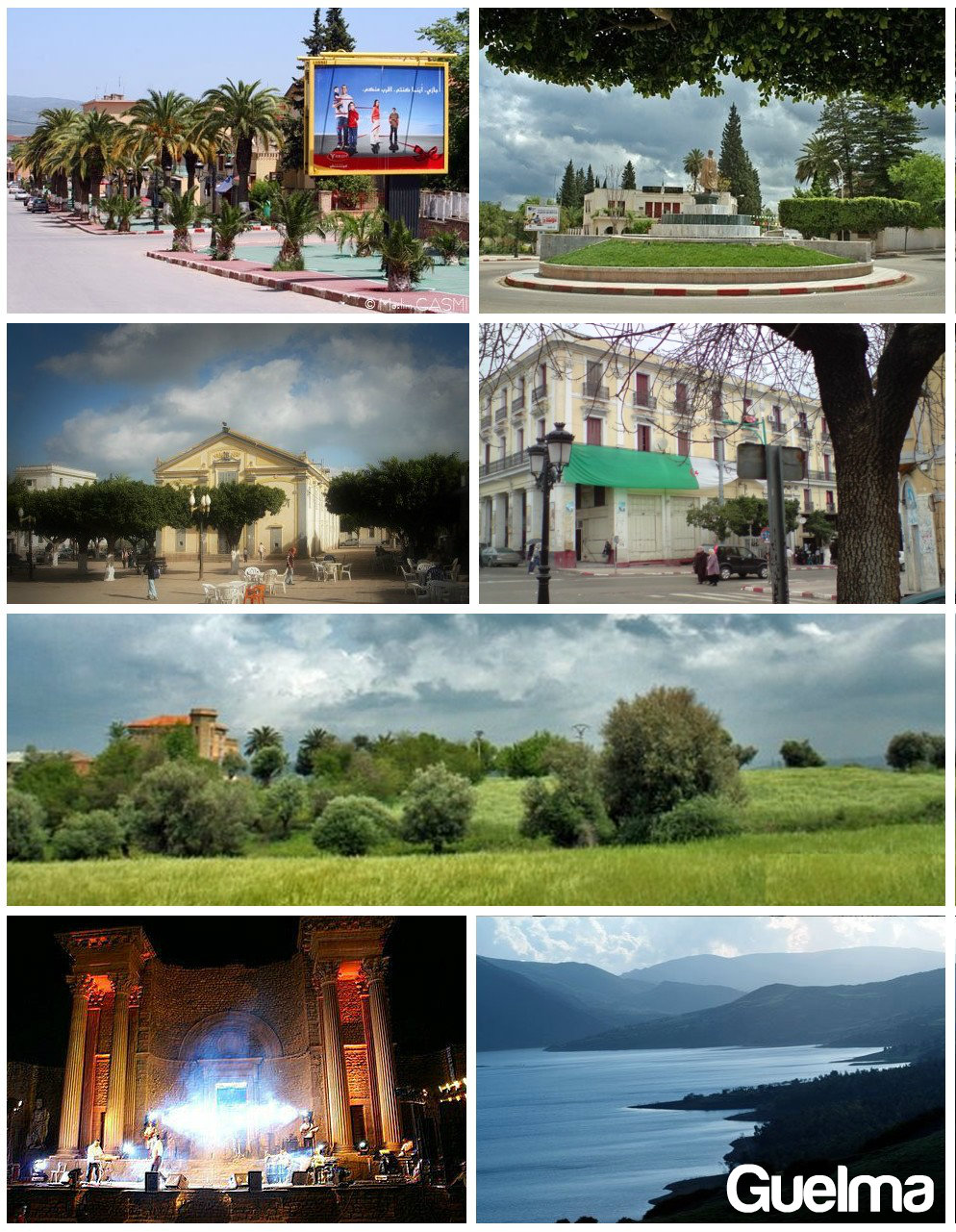
Gata i Guelma.

Guelma (arabiska قالمة) är en stad och kommun i nordöstra Algeriet och är administrativ huvudort för en provins med samma namn. Folkmängden i kommunen uppgick till 120 847 invånare vid folkräkningen 2008, varav 120 004 invånare bodde i själva centralorten.